# Бетти, Умберто
Умберто Бетти (итал. Umberto Betti; 7 марта 1922, Пьеве-Санто-Стефано, Италия — 1 апреля 2009, Фьезоле, Италия) — итальянский кардинал, не имевший епископской ординации. Ректор Папского Латеранского университета с 1991 по 1995. Кардинал-дьякон с титулярной диаконией Санти-Вито-Модесто-э-Крешенция с 24 ноября 2007.

## Биография

### Семья
Родился в семье рабочего Джузеппе Бетти и Эрмелинды Валенти.

### Образование и вступление в орден Францисканцев
23 июля 1937 года вступил в Орден Братьев Меньших, первые обеты принял 2 августа 1938 года, принял все обеты 31 декабря 1943 года.
В 1951 году получил докторскую степень в области догматической теологии в Папском «Antonianum» (ныне университет). В 1952—1954 годах обучался в Католическом университете Левена (Бельгия).

### Священство и преподавание
6 апреля 1946 года рукоположён в священники. В 1949—1963 годах — профессор догматического богословия во францисканской провинции Тоскана (Сиена и Фьезоле). С июля 1954 года по 1991 год — профессор богословия в Папском «Antonianum» (с 1991 года — почётный профессор). В 1966—1969 годах — декан факультета теологии, а в 1975—1978 годах — ректор в Папском «Antonianum».
С 1961 года — профессор Папского Латеранского университета. В 1961 году — богословский советник подготовительной комиссии Второго Ватиканского собора, в 1963 году — эксперт собора. Во время собора, был богословским советником архиепископа Флоренции Эрменегильдо Флорита, участвовал в написании соборных догматических конституций «Dei Verbum» и «Lumen Gentium».
С 1964 года — уполномоченный Верховной Священной Конгрегации Священной Канцелярии, впоследствии, советник Конгрегации Доктрины Веры и государственный советник.
В 1991—1995 годах — ректор Папского Латеранского университета в Риме.

### Кардинал
Он просил об освобождении от требования епископского рукоположения и получил такое разрешение от Папы Бенедикта XVI.
С 24 ноября 2007 года — Кардинал-дьякон с титулярной диаконией Санти-Вито-Модесто-э-Крешенция.
Он был старше восьмидесяти и, следовательно, не имел права участвовать в конклавах.
Скончался 1 апреля 2009 года.

## Сочинения
Он написал несколько книг, включая «Summa de sacramentis Totus homo» («Сумма всех тайн человека», 1955); «La Costituzione dommatica Pastor aeternus» («Догматическая конституция „Вечный пастырь“», 1961); «La dottrina sull' Episcopato del Concilio Vaticano II» («Учение о епископах Второго Ватиканского Собора», 1984) и «La dottrina del Concilio Vaticano II sulla trasmissione della Rivelazione» (Доктрина Второго Ватиканского Собора о передаче Откровения).

## Награды
- Крест «За заслуги перед Церковью и Папой» (Святой Престол, 1995 год)